# 役職ディストピアリ
『役職ディストピアリ』（やくしょくディストピアリ）は原作：千賀史貴、作画：テルミンによる日本の漫画作品。『ヤングガンガン』（スクウェア・エニックス）において、2014年16号から2016年18号まで連載された。本項では作者のサイトで連載している『役職物語』についても記載する。

## 概要
元々は自身のサイトにおいて連載している作品であり、2014年4月現在430万PVを記録していた。ストーリーは概ね同じだが、一部設定や登場人物が異なっている。連載終了後、2017年1月に作者のサイトで連載している方のタイトルを『役職物語』に変更した。

## 登場人物

### 討伐士
トルザ
本作の主人公。十字架の討伐士。
アゾット
第4章の主人公。フラスコの討伐士。
ピサ
第5章の主人公。聖女の討伐士。
カオル
熱血番長の討伐士。

### 観測士
シズ
本作のヒロイン。十字架の討伐士担当。
イドカワ
第七観測所所長。サーカスの魔王担当。
ココ
フラスコの討伐士担当。
カルヴァド
聖女の討伐士担当。

## 小説
『ガンガンONLINE』（スクウェア・エニックス）2015年12月17日更新分から2016年4月4日更新分までをまとめ、『役職ディストピアリ〜紅玉の討伐士と命喰らいの僕〜』（やくしょくディストピアリ こうぎょくのとうばつしといのちくらいのしもべ）のタイトルでGAノベルから刊行された。著：霜野おつかい、イラスト：TNSK。

## 既刊一覧

### 漫画
- 千賀史貴（原作）・テルミン（漫画） 『役職ディストピアリ』 スクウェア・エニックス〈ヤングガンガンコミックス〉、全5巻
  1. 2015年2月25日発売[2]、ISBN 9784757545687
  2. 2015年9月25日発売[3]、ISBN 9784757547025
  3. 2015年12月25日発売[4]、ISBN 9784757548442
  4. 2016年4月13日発売[5]、ISBN 9784757549647
  5. 2016年10月25日発売[6]、ISBN 9784757551336

### 小説
- 霜野おつかい（著）・千賀史貴（原案）・TNSK（イラスト）、SBクリエイティブ〈GAノベル〉、単巻
  - 『役職ディストピアリ 〜紅玉の討伐士と命喰らいの僕〜』、2016年4月15日発売[7]、ISBN 978-4-7973-8694-3